# Pangea
A Pangea vagy Pangaea (ógörög Παγγαία, azaz „az egész föld”) az a szuperkontinens, amely a paleozoikum és mezozoikum korszakokban létezett és amelyből a lemeztektonikai mozgások révén kivált minden mai kontinens.
A nevet először a német Alfred Wegener használta, aki 1912. január 6-án a frankfurti Senckenberg Naturmuseumban ismertette elméletét a Német Földtani Társulat számára a Pangea szuperkontinensről, amely évmilliók folyamán részekre tagolódott, majd a darabok – mozgásuk révén – mai helyükre kerültek.  Nagy műve, a Die Entstehung der Kontinente und Ozeane (A kontinensek és az óceánok eredete) 1912-ben jelent meg. Az 1922-ben napvilágot látott harmadik kiadást sok nyelvre lefordították. Ezt a művet tekintik a kontinensvándorlás elmélete és az abból kifejlődött lemeztektonika alapkövének.
A Pangea nagyjából vastag kifli alakú volt, a két begörbülő vége a Tethys-tengert fogta közre. A kontinens hatalmas mérete miatt belső területei nagyon szárazak lehettek. A szárazföldi állatok a Pangeán keresztül gyakorlatilag a mai Északi-sarktól a Déli-sarkig szabadon vándorolhattak.
A szuperkontinenst körbefogó ősóceán a Panthalassza nevet kapta.
A Pangea mintegy 180 millió évvel ezelőtt (mya) kezdett darabokra törni, a jura korban, először délen Gondwana, északon Laurázsia kontinensekre, amelyek később tovább töredeztek és megszülettek a mai kontinensek.
Nem a Pangea volt az első szuperkontinens. A fellelhető bizonyítékokból a tudósok rekonstruálták a 600 millió évvel ezelőtt létrejött, Pannotiának nevezett elődjét, amely 50 millió évig létezett. Egy másik, a Rodinia egy még korábbi lehetséges szuperkontinens, kb. 1,1 milliárd évvel ezelőtt születhetett és 750 millió évvel ezelőtt töredezett szét.

## Pangea kialakulása
A szuperkontinensek kialakulása és szétszakadása ciklikusan ismétlődik a Föld történetében. Pangea előtt más szuperkontinensek is voltak. Az úgynevezett Columbia (vagy Nuna) 2,0-1,8 milliárd évvel ezelőtti időszakban állt össze. Columbia felbomlása után a következő szuperkontinens Rodinia, amely az előző töredékeinek növekedése és egyesülése útján alakult ki. Rodinia mintegy 1,1 milliárd évvel ezelőttől körülbelül 750 millió évvel ezelőttig állt fenn, de a pontos konfigurációja és geodinamikai története közel sem olyan jól ismert, mint a későbbi szuperkontinenseké, Pannotiáé és Pangeáé.
Amikor Rodinia felszakadt, három részre oszlott: Protolaurázsiára, Protogondwanára, és a kisebb Kongó-kratonra. Protolaurázsiát és Protogondwanát a Prototethys-óceán választotta el egymástól. Majd Protolaurázsia is feltöredezett, ezzel alakultak ki Laurentia, Szibéria és Baltika kontinensek. Baltika Laurentiától keletre Szibéria pedig Laurentiától északkeletre távolodott el. A felosztással két új óceán is keletkezett, az Iapetus-óceán és Paleoázsiai-óceán. A legtöbb fent említett szárazföld ismét egyesült, hogy létrehozzák a viszonylag rövid életű Pannotia szuperkontinenst. Ez a szuperkontinens nagy földterületeket foglalt magában a sarkvidékek és az egyenlítő közelében, amelyeket csak viszonylag keskeny csík kötött össze.
Pannotia 540 millió évvel ezelőttig állt fenn, a kambrium időszak kezdetéig, majd felszakadozott, aminek következtében kialakultak Laurentia, és Baltika kontinensek, valamint a déli szuperkontinens, az első Gondwana, amely magában foglalta a mai Antarktiszt, Dél-Amerikát, Afrikát, Madagaszkárt, Ausztráliát, Új-Guineát, Új-Zélandot, az Arab-félszigetet és Indiát. A kambriumi időszakban Laurentia kontinens, amelyből a későbbi Észak-Amerika alakult ki, az egyenlítőn helyezkedett el és három óceán vette körül: északon és nyugaton a Panthalassza-óceán, délen az Iapetus-óceán és keleten a Hanti-óceán.
A legkorábbi ordovíciumban, körülbelül 480-470 millió évvel ezelőtt, Avalonia mikrokontinens  - ami azokat a földtöredékeket foglalta magában, amelyekből  Kelet-Új-Fundland, a Brit-szigetek déli része, Belgium egyes részei, Észak-Franciaország, Új-Skócia, New England, Ibéria és Északnyugat-Afrika alakult ki - szakadt le Gondwanáról és kezdte meg útját Baltika és Laurentia felé. Avalóniát Baltikától a Tornquist-óceán, Laurentiától az Iapetus-óceán választotta el. Baltika, Laurentia és Avalonia a késő ordovicium és a korai szilur időszakok alatt egyesültek a kaledóniai hegységképződéshez vezető kontinentális ütközések során, létrehozva az Euramerika vagy Laurussia nevű kisebb szuperkontinenst, egyúttal bezárva a Tornquist- és az Iapetus-óceánt. Paleomágneses és állattani tanulmányok arra utalnak, hogy a Baltika és Avalónia közötti ütközés megelőzte a Laurentia és Avalónia közöttit. Részben ez utóbbi ütközés eredményezte az Appalache-hegység északi részének kialakulását. Szibéria EurAmerica közelében helyezkedett el, a Hanti-óceánnal a két kontinens között. Mindeközben Gondwana lassan a Déli-sark felé sodródott. Ez volt Pangea kialakulásának első lépése.
Pangea kialakulásának második lépése Gondwana és Euramerika összeütközése volt. A szilur időszakban Dél-Európa leszakadt Gondwanáról és elkezdett Euramerika felé mozogni az újonnan alakult Rheic-óceánon keresztül, majd összeütközött Baltika déli peremével a devon időszakban, bár az utóbbi mikrokontinens egy víz alatti lemez volt ekkortájt. Az Iapetus-óceán testvér óceánja, a Hanti-óceán összezsugorodott, amint egy Szibériáról leszakadt szigetív összeütközött Kelet-Baltikával(amely már Euramerika része volt). Emögött a szigetív mögött egy új óceán volt, az Ural-óceán. A késő szilur időszakban Észak-és Dél-Kína leszakadt Gondwanáról és észak felé vette az irányt, egyre szűkítve az útjukba eső a Prototethys-óceánt, egyúttal megnyitva az új Paleotethys-óceánt délen.
A devon időszakban, Gondwana maga vette az irányt Euramerika felé, így szűkítve a Rheic-óceánt. A korai karbon időszakban Északnyugat-Afrika összeért Euramerika délkeleti partjával, kialakítva az Appalache-hegység déli részét, valamint az Atlasz-hegységet. Dél-Amerika északi irányba, Euramerika déli része felé mozgott, míg Gondwana keleti része (India, Antarktisz, Ausztrália) az egyenlítőtől a Déli-sark felé vándorolt. Észak-Kína és Dél-Kína önálló kontinensek voltak. A Kazakhsztánia mikrokontinens összeütközött Szibériával. (Szibéria évmilliókig önálló kontinens volt Pannotia felbomlásától a közép-karbon időszakig.)
A késő karbonban Nyugat-Kazakhsztánia összeütközött Baltikával, bezárva a köztük lévő az Ural-óceánt, és a Prototethys nyugati medencéjét (uráli hegységképződés), így a kialakulását nemcsak az Urál-hegység, hanem Laurázsia szuperkontinens is. Ez volt Pangea kialakulásának utolsó lépése. Közben Dél-Amerikában is összeütközött Dél-Laurentiával, bezárva a Rheic-óceánt és kialakítva Appalache-hegység legdélibb részét és a Ouachita-hegységet. Ekkorra Gondwana ismét a Déli-sark közelébe került és gleccserek alakultak ki az Antarktisz, India, Ausztrália, Dél-Afrika és Dél-Amerika területén. Szintén a késő karbon időszakban az észak-kínai tömb összeütközött Szibériával, teljesen lezárva a Prototethys-óceánt.
A korai perm időszakban Kimméria vált le Gondwanáról és indult el Laurázsia felé, így zárva be a Paleotethys-óceánt, de kialakult egy új óceán, a Tethys-óceán Kimmériától délre. A legtöbb szárazföld egyben volt. A triász időszakban, Pangea egy kissé elfordult, és a kimmériai lemez pedig átvándorolt az egyre csökkenő Paleotethys-óceánon a középső jura időszakig. A Paleotethys nyugatról kelet felé bezáródott, ami a kimmériai hegységképződéssel járt. Pangea, amely úgy nézett ki, mint egy nagy C betű, amelynek belsejében az új Tethys-óceán volt, riftesedni kezdett a középső jura időszakban, amit alább fejtünk ki.

## Hasadékok keletkezése (riftesedés) és feltöredezés
Pangea felbomlásának három fő fázisa volt.Az első szakasz a középső jura szakasz elején (mintegy 175 millió éve) kezdődött a Tethys-óceán kelet-nyugati irányú hasadékának kialakulásával, ami keleten a Csendes-óceán keletkezéséhez, nyugaton pedig végül Laurázsia és Gondwana szuperkontinensek szétválásához vezetett. Az Észak-Amerika és Afrika közötti a riftesedés több kisebb hasadékot keletkeztetett, az egyik hasadék eredménye egy új óceánban jelenik meg, az Észak-Atlanti-óceánban.
Az Atlanti-óceán felnyílása nem egy egységes folyamat volt; először az északi-központi Atlanti medencében keletkezett hasadék. A déli Atlanti-óceán mindaddig nem nyílt szét, amíg a kréta időszakban Laurázsia nem kezdett az órajárással egyező irányú forgásba, ami Észak-Amerika észak felé történő és Eurázsia dél felé történő elmozdulásával járt. Laurázsiának ez az elfordulása a Tethys-óceán bezáródásához vezetett. Eközben Afrika másik oldalán Kelet-Afrika, Antarktisz és Madagaszkár módosuló határai mentén új hasadékok keletkeztek, amelyek nemcsak a délnyugati Indiai-óceán kialakulásához vezettek, hanem a kréta időszakban szét is nyitották azt.
Pangea felbomlásának második fő szakasza a korai kréta szakaszban (150-140 millió éve) kezdődött, amikor Gondwana szuperkontinens több kontinensre (Afrika, Dél-Amerika, India, Antarktisz és Ausztrália) tagolódott. Mintegy 200 millió éve Kimméria kontinens, mint fent már megjegyeztük (lásd: "Pangea kialakulása"), egyesült Eurázsiával. Az összeütközéssel azonban egy szubdukciós zóna keletkezett.
Ezt a szubdukciós zónát Tethys-ároknak nevezték el. Ez az árok bukhatott a Tethys közép-óceáni hátság alá, ez a hátság felelős a Tethys-óceán terjeszkedéséért. Ez okozta talán Afrika, India és Ausztrália északi irányú mozgását. A korai kréta szakaszban az Atlanti-óceán, a mai Dél-Amerika és Afrika végül leszakadtak Kelet-Gondwanától (Antarktisz, India és Ausztrália), ami a "Dél-Indiai-óceán" szétnyílását okozta. A középső kréta szakaszban, amikor Dél-Amerika elkezdett nyugati irányba távolodni Afrikától, megnyílt a Dél-Atlanti-óceán. A Dél-Atlanti-óceán nem volt egységes, észak-dél irányú hasadék keletkezett benne.
Madagaszkár és India is ekkor kezdtek elválni Antarktisztól és észak felé mozogni, szétnyitva az Indiai-óceánt. Madagaszkár és India egymástól 100-90 millió évvel ezelőtt a késő kréta szakaszban kezdtek elválni. India tovább folytatta mozgását észak felé, Eurázsia irányába 15 cm/év (kőzetlemez vándorlási rekord) sebességgel, bezárva a Tethys-óceánt, mialatt Madagaszkár megállt és az afrikai lemezhez kezdett kapcsolódni. Új-Zéland, Új-Kaledónia és Zélandia maradéka elvált Ausztráliától, és kelet felé kezdett mozogni, a Csendes-óceán felé, felnyitva a Korall-tengert és a Tasman-tengert.

## Fordítás
Ez a szócikk részben vagy egészben  a   Pangaea című angol Wikipédia-szócikk fordításán alapul.  Az eredeti cikk szerkesztőit annak laptörténete sorolja fel. Ez a jelzés csupán a megfogalmazás eredetét és a szerzői jogokat jelzi, nem szolgál a cikkben szereplő információk forrásmegjelöléseként.